# Weißenburger Alb

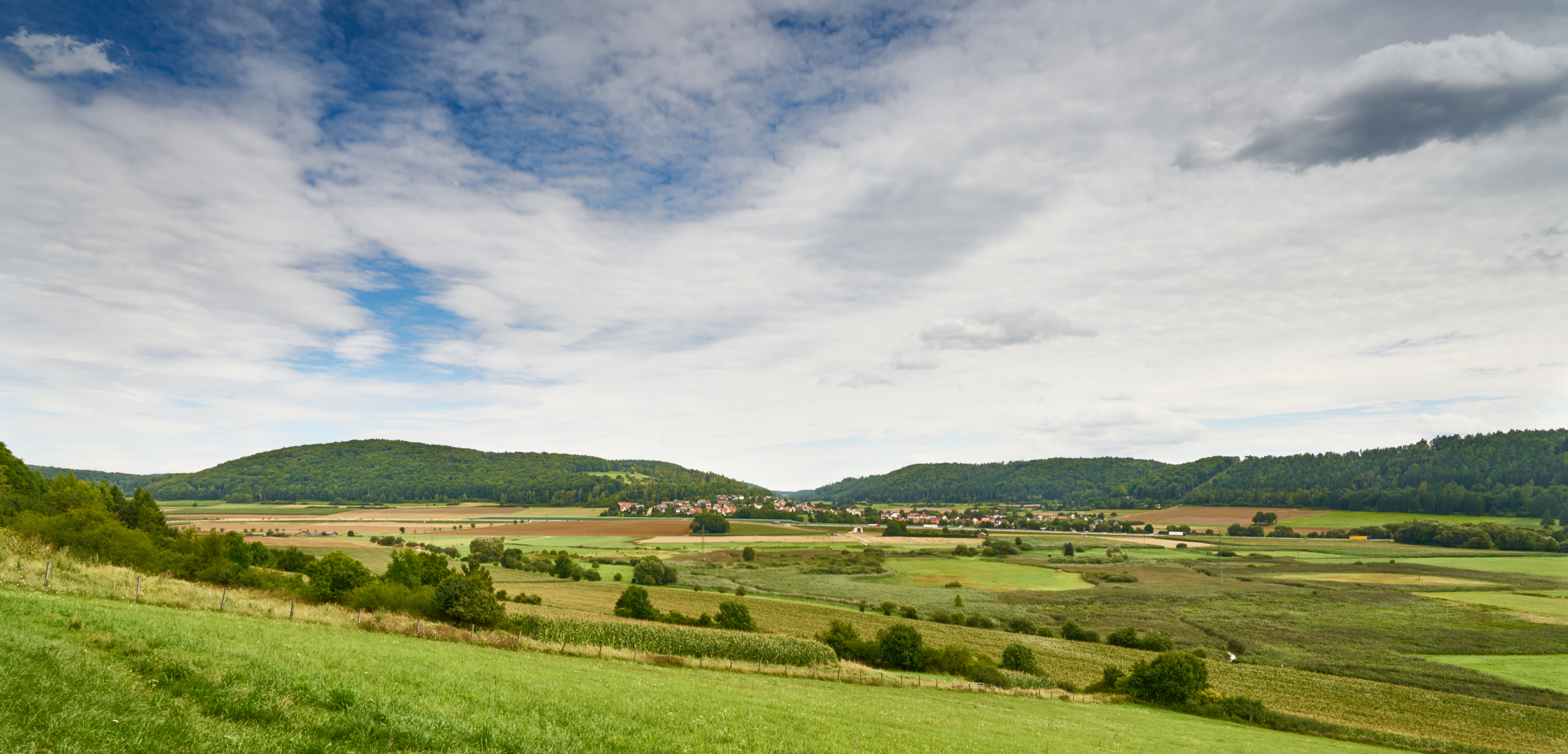
Nordwestflanke der Weißenburger Alb. Im Vordergrund rechts das NSG Schambachried; in der Bildmitte das Dorf Schambach. Die Berge links: Laubbuck und Kipferberg; rechts von Schambach die Hasenleite. Hinter Schambach das Schambachtal.

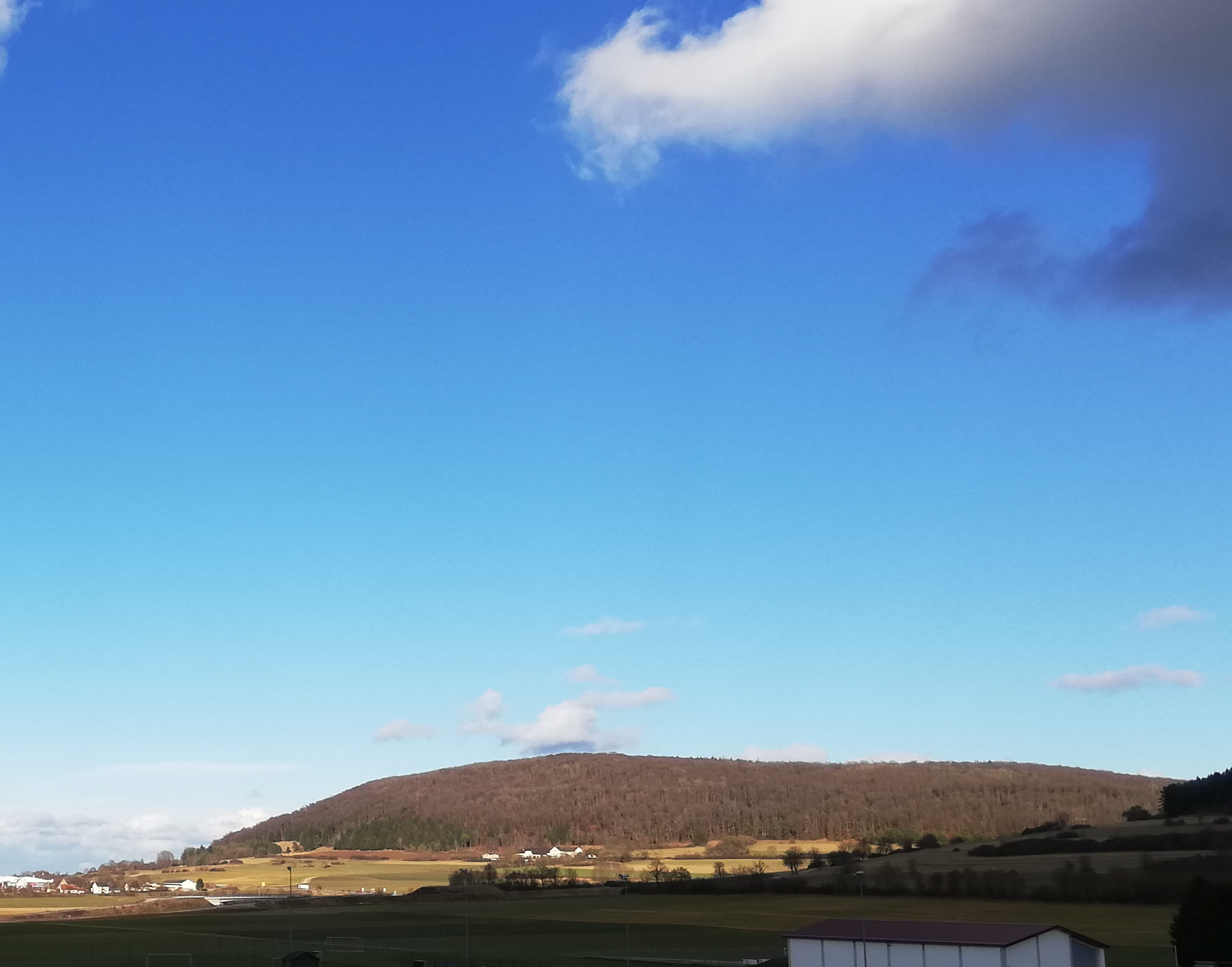
Auf der Ebene, von Weißenburg aus fotografiert.

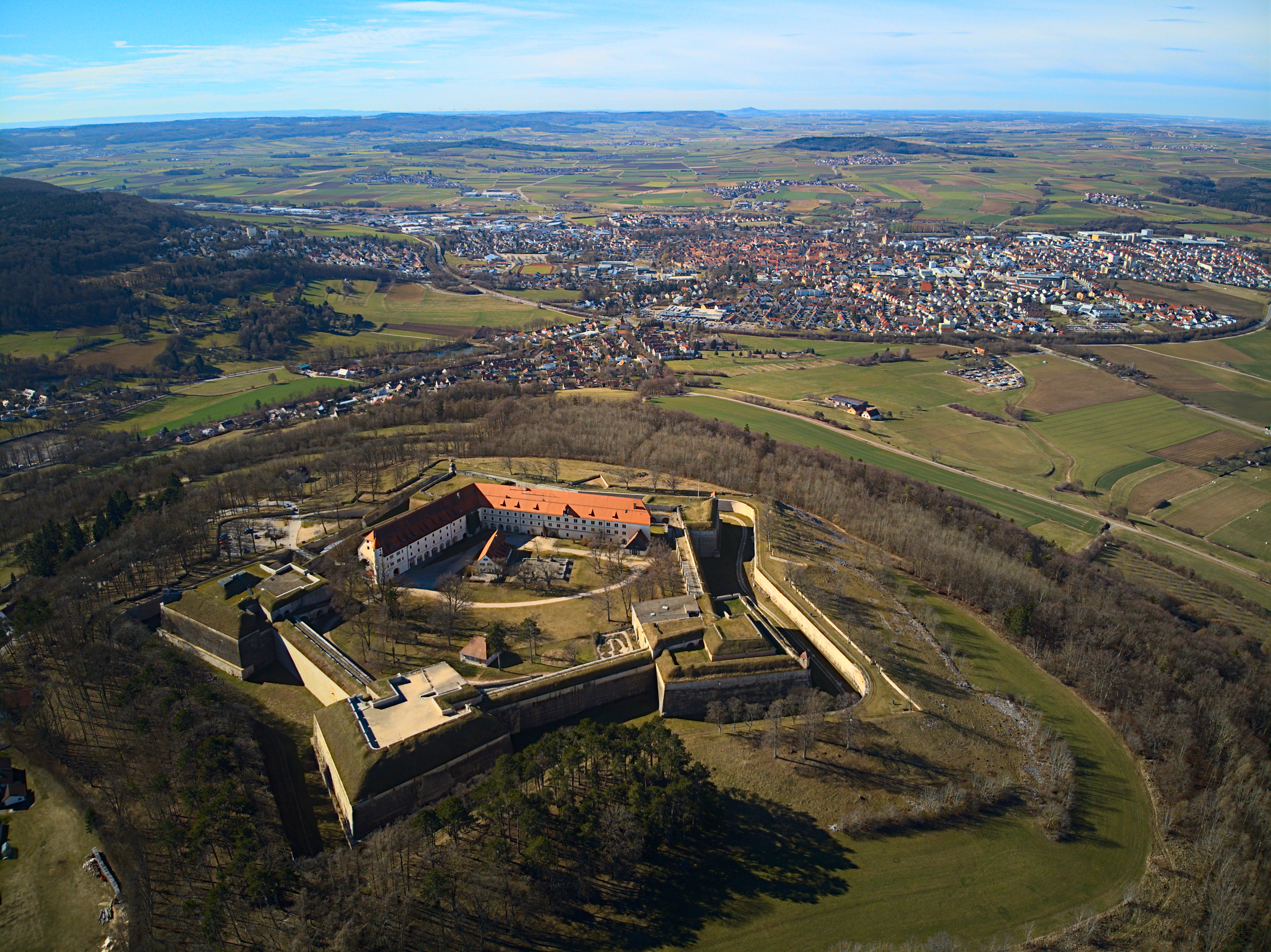
Blick vom Wülzburger Berg mit der Festung Wülzburg auf die Weißenburger Bucht

Die Weißenburger Alb ist der bis 620 m ü. NHN hohe, zentral nördliche Teil der Südlichen Frankenalb in den mittelfränkischen Landkreisen Weißenburg-Gunzenhausen. Sie ist nach der Kreisstadt Weißenburg des Landkreises Weißenburg-Gunzenhausen benannt.

## Geographie

### Lage
Die Weißenburger Alb stellt den nördlichen Sporn am Albtrauf der Südlichen Frankenalb mit dem Naturpark Altmühltal zwischen der Altmühl im Westen und der Schwarzach im Osten dar.
Landläufig wird unter dem Namen gelegentlich auch nur der zum Landkreis Weißenburg-Gunzenhausen gehörige Teil der Landschaft, ohne den Osten im Landkreis Roth, verstanden. Südöstlich schließt sich beiderseits des Altmühltals die Eichstätter Alb an, deren Ausdehnung meist genau auf den Landkreis Eichstätt eingegrenzt wird. Nördlich und Nordöstlich liegt die Anlauteralb.

### Berge
Zu den Bergen der Weißenburger Alb und ihren nördlichen Zeugenbergen im Vorland der Südlichen Frankenalb (*) gehören – sortiert nach Höhe in Meter (m) über Normalhöhennull (NHN):
- Laubbichel (635,7 m), östlich von Kehl; mit Flugplatz Weißenburg-Wülzburg
- Steinberg (624,7 m), östlich von Weißenburg
- Auf der Ebene (624,2 m), südlich Weißenburgs; Bergwaldtheater Weißenburg am Nordosthang
- Wülzburger Berg (620 m[2]), östlich Weißenburgs; mit frühbarocker Festungsanlage Wülzburg
- Schroppenwinkel (611,4 m), südlich von Weißenburg
- Eichelberg (615,5 m), östlich von Weißenburg
- Rohrberg (603,4 m), nordöstlich Weißenburgs und südlich Höttingens; mit Weißenburger Bismarckturm (ca. 530 m)
- Hohlbügel (597,3 m), bei Raitenbuch
- Steinplatte (577,3 m), östlich von Weißenburg
- Ludwigshöhe (565 m), östlich von Weißenburg
- Flüglinger Berg (541,3 m), bei Weißenburg-Weimersheim; mit Wallburg; Zeugenberg nordwestlich der Weißenburger Alb

→ siehe auch: Liste von Bergen und Erhebungen der Fränkischen Alb

### Wald- und Tallandschaft
Waldgebiete der Weißenburger Alb sind der Raitenbucher Forst, die Wildhau, der Schernfelder Forst und
der Weißenburger Stadtwald. In ihnen gibt es zahlreiche Karstphänomene wie Dolinen und Einsturzhöhlen.

### Fließgewässer
Die Albhochfläche wird von den folgenden Flusstälern des Flusssystems der Donau durchschnitten (im Gegenuhrzeigersinn, von West nach Ost, sortiert nach Mündungsort):
- Altmühl, Zufluss der Donau in Kelheim – südwestlicher Grenzfluss
- Anlauter, rechter Zufluss der Schwarzach in Kinding

Flüsse, die nach Norden zum Main entwässern, durchfließen demgegenüber außerhalb ihres Quellgebietes vor allem das Vorland der Südlichen Frankenalb (im Uhrzeigersinn, von Westen nach Osten geordnet):
- Hörleinsgraben, Zufluss der Schwäbischen Rezat in Ellingen
- Schwäbische Rezat, rechter Quellfluss der Rednitz
- Felchbach, Zufluss der Schwäbischen Rezat nördlich von Weißenburg
- Ottmarsfelder Graben, Zufluss der Schwäbischen Rezat nördlich von Ellingen

### Trockentäler
Neben den wasserführenden Tälern gibt es in der Weißenburger Alb auch Trockentäler, wie Laubental und Heuberger Tal, die in das Treuchtlinger Schambachtal einmünden.

## Naturbesonderheiten
Als Naturbesonderheiten gelten eine Steinerne Rinne beim Ettenstätter Gemeindeteil Rohrbach und der unter Naturschutz stehende „Märzenbecherwald bei Ettenstatt“ beim Ettenstätter Gemeindeteil Hundsdorf.